# Il dottor Stranamore (romanzo)
Il dottor Stranamore (Red Alert o Two Hours to Doom) è un romanzo fantapolitico del 1958 di Peter George incentrato su una possibile terza guerra mondiale atomica. Il libro è stato utilizzato come spunto per la sceneggiatura del film di Stanley Kubrick Il dottor Stranamore - Ovvero: come ho imparato a non preoccuparmi e ad amare la bomba (1964). Si distacca sensibilmente dal film per il fatto di non potersi classificare nel genere "commedia" e per il finale. Il personaggio del dottor Stranamore inoltre non compariva nel romanzo e fu l'autore a inserirlo solo dopo l'uscita del film in una nuova versione del testo.
Originariamente pubblicato nel Regno Unito con il titolo Two Hours to Doom ("Due ore al disastro"), — e sotto lo pseudonimo di "Peter Bryant" — affronta il tema dell'apocalittica minaccia nucleare, e dell'assurda facilità con cui la catastrofe può essere innescata. Il genere letterario era stato in un certo senso inaugurato negli anni cinquanta con L'ultima spiaggia (On the Beach) di Nevil Shute, e si può dire che Il dottor Stranamore s'inserisca nel medesimo filone.
La versione tratta dalla sceneggiatura del film venne pubblicata in italiano per la prima volta nel marzo del 1964.

## Trama
Il generale Jack D. Ripper, comandante di base strategica SAC (Strategic Air Command) dell'United States Air Force presso Sonora, Texas, in preda alla paranoica illusione di poter creare un mondo migliore, ha messo in moto un catastrofico attacco aereo contro l'Unione sovietica, ordinando all'843º stormo bombardieri di attaccare secondo le istruzioni del "Piano di attacco aereo R", un piano di guerra concepito per far sì che comandanti SAC di livello gerarchico (relativamente) basso conducano un attacco di rappresaglia, nell'ipotesi (ovviamente non verificatasi nel caso concreto) che un "primo colpo" russo abbia "decapitato" la catena di comando statunitense. È previsto che l'attacco sia condotto da un intero stormo di bombardieri B-52, composto di velivoli nuovi, ciascuno armato con due testate nucleari a caduta ed equipaggiato con sofisticati apparati di contromisure elettroniche di difesa dalla contraerea ostile.
Il Presidente degli Stati Uniti Muffley, con i suoi consiglieri militari, cerca freneticamente di fermarlo, inviando delle truppe dell'esercito verso la base. Gli americani collaborano pertanto con i russi nell'opera di intercettazione, sortendo un parziale successo: due aerei vengono distrutti, ed un terzo ("Alabama Angel"), benché danneggiato, mantiene una certa operatività. Un contatto telefonico diretto con il premier sovietico Kissof, in quel momento in casa e in dolce compagnia, svela l'esistenza di un'arma totale di rappresaglia, il cosiddetto "Ordigno Fine del Mondo", un sistema di armi nucleari che si attiverebbe automaticamente con qualunque detonazione in territorio controllato da Mosca.
Le truppe all'ordine del Colonnello "Bat" Guano, riescono a riprendere il controllo della base ma il suo comandante (l'unico in possesso del codice di annullamento della missione) si suicida per sottrarsi alla cattura. Ad ogni modo, un suo subalterno, il colonnello della RAF Lionel Mandrake, riesce ad intuire il codice di richiamo dei velivoli, interpretando gli scarabocchi tracciati dal defunto capo su un blocco di appunti, permettendo il rientro in extremis tutti i bombardieri, ad eccezione del "Alabama Angel", privo di un contatto radio.
In un tentativo di scongiurare l'olocausto nucleare, il Presidente USA arriva a proporre al Premier sovietico Kissof di colpire una città americana come forma di "legge del taglione", stabilendo che la "vittima" sia Atlantic City.
"Alabama Angel" viene neutralizzato, e la catastrofe non avviene.

## Influenza culturale
Un successivo best seller di Eugene Burdick e Harvey Wheeler, intitolato Fail-Safe, ricordava così da vicino Red Alert che Peter George intraprese contro quegli autori una causa per plagio, peraltro conclusa con una transazione extragiudiziale.
Ciascun romanzo avrebbe ispirato un rispettivo film, con esiti narrativi assai differenti, ma accomunati dall'"anno di nascita", il 1964.